# Micrathetis obscureobrunnea
Micrathetis obscureobrunnea är en fjärilsart som beskrevs av Embrik Strand 1921. Micrathetis obscureobrunnea ingår i släktet Micrathetis och familjen nattflyn. Inga underarter finns listade i Catalogue of Life.